# Rabenden
Rabenden ist ein Gemeindeteil von Altenmarkt an der Alz im oberbayerischen Landkreis Traunstein. Das Kirchdorf liegt etwa viereinhalb Kilometer westlich der Altenmarkter Ortsmitte an der alten Handelsstraße von Traunstein nach Wasserburg, der heutigen B 304. Die Gemarkung Rabenden umfasst 1.394 Hektar.
Bekannt ist Rabenden wegen des spätgotischen Flügelaltars der 1458 erbauten Kirche St. Jakobus der Ältere, dessen Bildhauer als Meister von Rabenden bezeichnet wird. 

## Geschichte
Eine Kirche ist für Rabenden schon seit dem 12. Jahrhundert belegt, weil sie bei der Aufteilung der Altpfarrei Truchtlaching der Pfarrei Kienberg als Filiale zugeschlagen wurde. Der heutige Bau der Kirche stammt aus dem Jahr 1458, das Turmobergeschoss aus der zweiten Hälfte des 19. Jahrhunderts. Heute gehört die Filiale zur Pfarrei Altenmarkt.

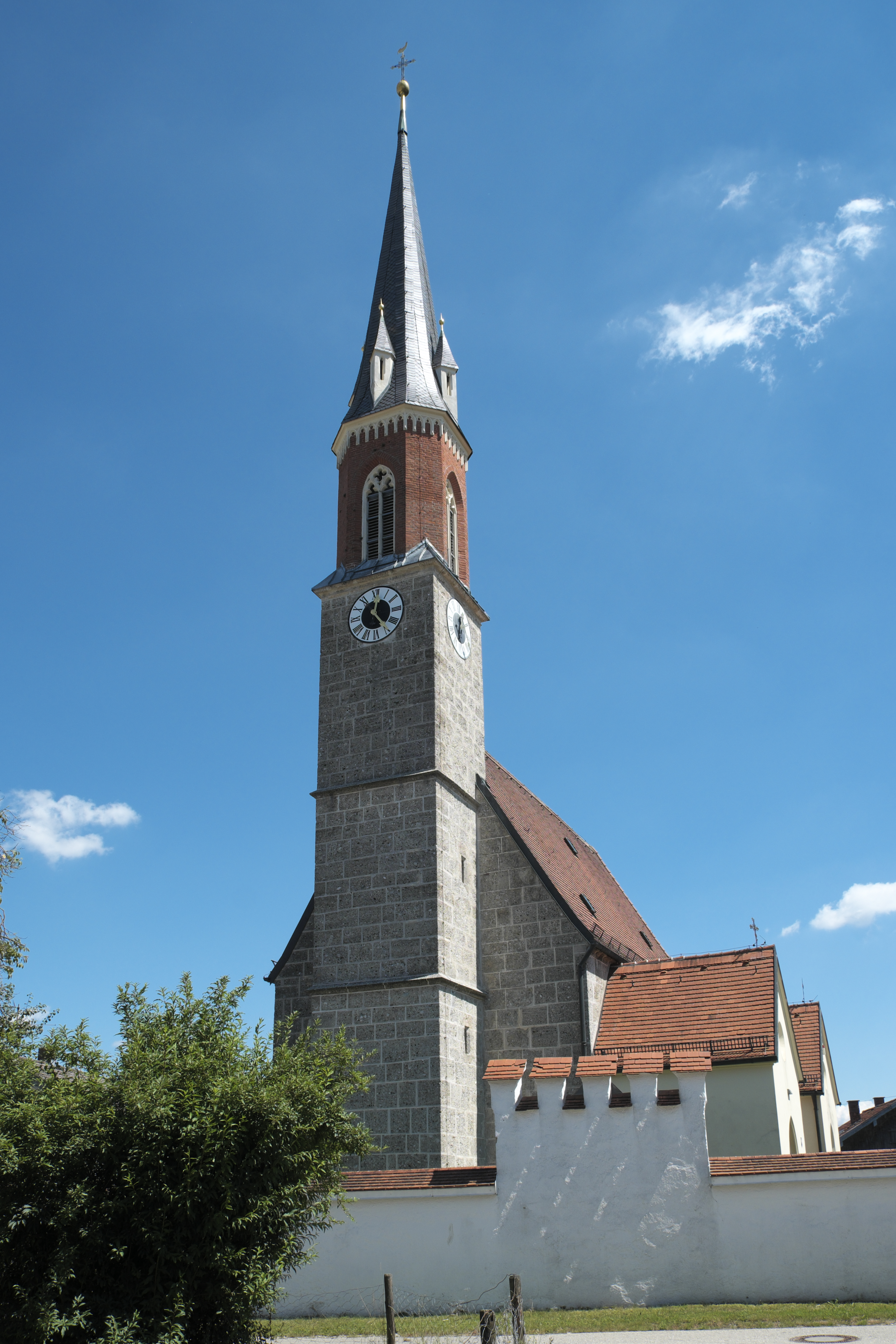
Kirche St. Jakobus der Ältere
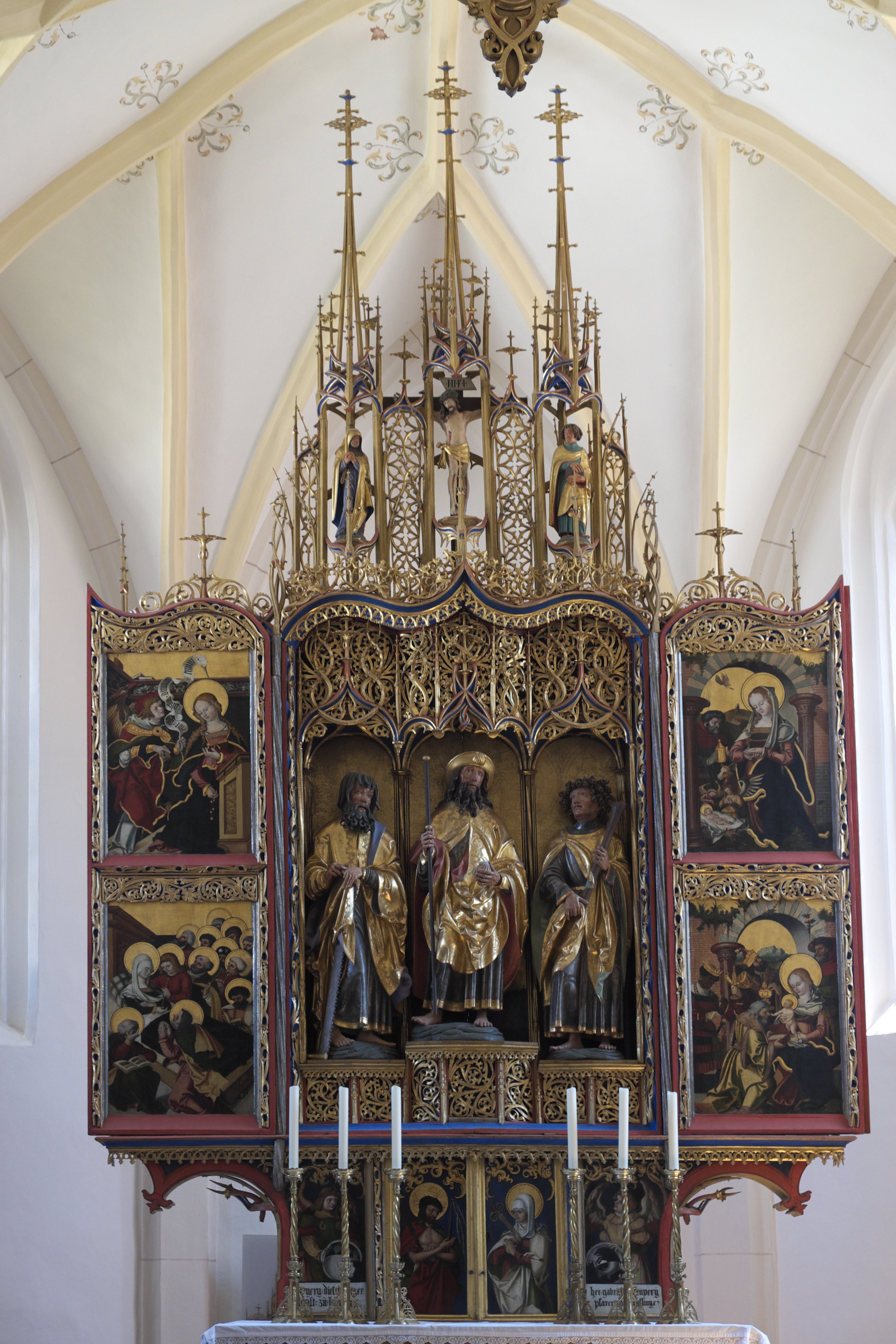
Gotischer Flügelaltar

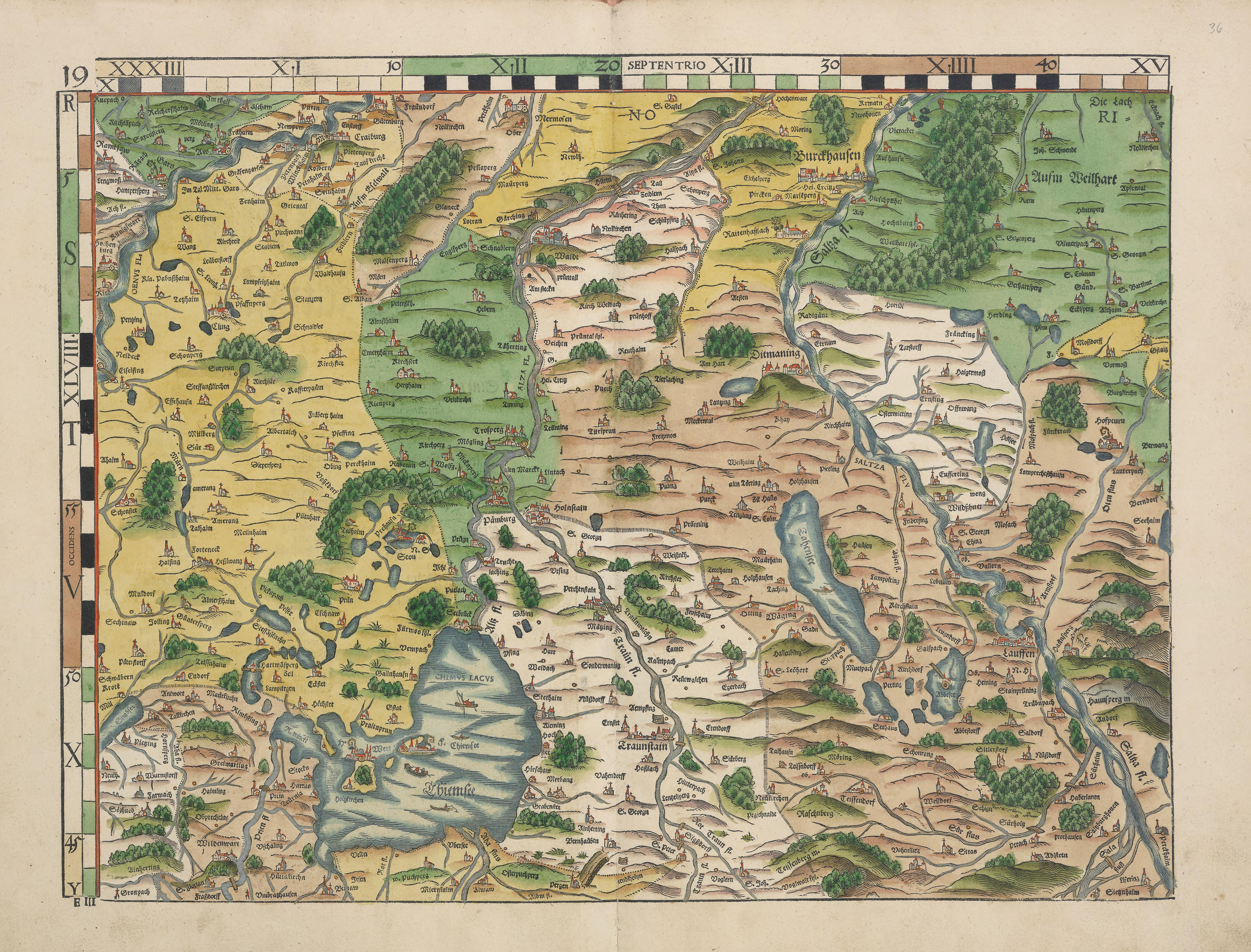
Rabenden als „Rabentn“ auf Apians Bairischen Landtafeln

Gemeinhin wird der Ortsname vom Namen Ratpoto abgeleitet, da sich in alten Urkunden die Schreibweise „Rapotingen“ befindet. 
Auf Philipp Apians Bairischen Landtafeln von 1568 ist es auf Tafel 19 als „Rabentn“ verzeichnet.
Die durch das Gemeindeedikt von 1818 entstandene  Gemeinde Rabenden wurde im Zuge der Gemeindegebietsreform am 1. Januar 1975 in die Gemeinde Altenmarkt eingegliedert. Ein kleiner Teil mit etwa zehn Einwohnern kam zu Obing.

## Bevölkerungsentwicklung
| Jahr      | 1871 | 1925 | 1950 | 1970 | 1987 |
| Einwohner | 57   | 69   | 141  | 195  | 206  |

## Bodendenkmäler
Siehe: Liste der Bodendenkmäler in Altenmarkt an der Alz